# 論衡
『論衡』（ろんこう、繁体字: 論衡; 簡体字: 论衡; 拼音: Lùnhéng; ウェード式: Lun heng）は、中国後漢時代の王充（27年 - 1世紀末頃）が著した全30巻85篇（うち1篇は篇名のみで散佚）から成る思想書、評論書。実証主義の立場から王充は自然主義論、天論、人間論、歴史観など多岐多様な事柄を説き、一方で非合理的な先哲、陰陽五行思想、災異説を迷信論として徹底的に批判した。

## 概要
長い歳月の間に記されたものと考えられ、そのため書中では一貫性が欠けている面もみられるが、虚妄的な儒学の尚古思想を一蹴し、合理的に物事を究めようとする立場は当時の思想としては大胆かつ革新的なことであった。反尚古思想であるゆえに、漢王室を絶対視している。また、作品中には王充自身の文章に対する意見も含まれており、誇張を嫌い、真実をそのまま記すことのできる文章を望んでいた。編述を終えた時点では100篇を超える構成であったというが、『後漢書』に挙げられた時点で85篇とされており、さらに巻15の「招致篇」44は散逸して篇名を伝えるだけとなっている。
王充の死後に本書が世に出たのは2世紀末であり、蔡邕が呉郡で入手して人と語らう際の虎の巻としたことや、会稽太守となった王朗が同地で一本を発見したことによるという。
一個人による百科全書的著作であり唐代までは大著として評価されてきたが、その記述姿勢が孔子・孟子に批判的であるという点から、宋代以降は無法の書として省みられなくなった。そのため、本文校訂も十分には進んでおらず、ようやく清末になって部分的注釈がなされ、中華民国時代になって詳細な注釈が完備した。1970年代の中華人民共和国での批林批孔運動の際には孔子を批判していた先駆的な思想書として評価されたという。

## 構成
- 1巻 : 逢遇篇1、累害篇2、命禄篇3、気寿篇4
- 2巻 : 幸偶篇5、命義篇6、無形篇7、率性篇8、吉験篇9
- 3巻 : 偶会篇10、骨相篇11、初稟篇12、本性篇13、物勢篇14、奇怪篇15
- 4巻 : 書虚篇16、変虚篇17
- 5巻 : 異虚篇18、感虚篇19
- 6巻 : 福虚篇20、禍虚篇21、龍虚篇22、雷虚篇23
- 7巻 : 道虚篇24、語増篇25
- 8巻 : 儒増篇26、芸増篇27
- 9巻 : 問孔篇28
- 10巻 : 非韓篇29、刺孟篇30
- 11巻 : 談天篇31、説日篇32、答佞篇33
- 12巻 : 程材篇34、量知篇35、謝短篇36
- 13巻 : 効力篇37、別通篇38、超奇篇39
- 14巻 : 状留篇40、寒温篇41、譴告篇42
- 15巻 : 変動篇43、招致篇44（散逸）、明雩篇45、順鼓篇46
- 16巻 : 乱龍篇47、遭虎篇48、商虫篇49、講瑞篇50
- 17巻 : 指瑞篇51、是応篇52、治期篇53
- 18巻 : 自然篇54、感類篇55、斉世篇56
- 19巻 : 宣漢篇57、恢国篇58、験符篇59
- 20巻 : 須頌篇60、佚文篇61、論死篇62
- 21巻 : 死偽篇63
- 22巻 : 紀妖篇64、訂鬼篇65
- 23巻 : 言毒篇66、薄葬篇67、四諱篇68、讕時篇69
- 24巻 : 譏日篇70、卜筮篇71、弁祟篇72、難歳篇73
- 25巻 : 詰術篇74、解除篇75、祀義篇76、祭意篇77
- 26巻 : 実知篇78、知実篇79
- 27巻 : 定賢篇80
- 28巻 : 正説篇81、書解篇82
- 29巻 : 案書篇83、対作篇84
- 30巻 : 自紀篇85 王充自らの生い立ちや著述に当たっての姿勢を述べたもの。

## 日本語訳

### 抄訳
- 山田勝美訳・田辺淳編『論衡』明治書院＜新書漢文大系29＞ 2005 ISBN 4-625-66341-5
- 大滝一雄訳『論衡』平凡社＜東洋文庫＞ 1965 ISBN 4-582-80046-7
- 線本誠訳『論衡』明徳出版社＜中国古典新書＞ 1983 ISBN 4-896-19295-8

### 全訳
- 山田勝美訳『論衡 上』明治書院＜新釈漢文大系＞ 1976 ISBN 4-625-57068-9
- 山田勝美訳『論衡 中』明治書院＜新釈漢文大系＞ 1979 ISBN 4-625-57069-7
- 山田勝美訳『論衡 下』明治書院＜新釈漢文大系＞ 1984 ISBN 4-625-57094-8